# 奥拉夫·施梅勒
奥拉夫·施梅勒（德語：Olaf Schmäler；1969年11月10日—）是一名德国退役足球运动员。他的双胞胎兄弟尼尔斯·施梅勒也曾是职业足球运动员。